# Памятная стела, посвящённая Николаю Анисимову
Памятная стела, посвящённая Николаю Анисимову была установлена в Грозном перед зданием средней школы № 2, в которой он учился, в 1974 году.
Николай Анисимов (1892—1920) был революционером, членом ВКП(б), одним из руководителей грозненской большевистской организации, руководителем грозненского Совета рабочих депутатов, активным участником борьбы за установление Советской власти на Северном Кавказе. Он скончался в 1920 году от тифа и за исключительные заслуги перед революцией был похоронен в Москве.
Стела была создана по проекту скульптора А. Н. Сафронова и архитектора Я. С. Берковича. Разрушена в 1995 году в ходе боёв первой чеченской войны.